# Стадіон імені Казімежа Соснковського
Стадіон «Полонії» Варшава імені генерала Казімежа Соснковського (пол. «Stadion Polonii Warszawa im. gen. Kazimierza Sosnkowskiego») — багатофункціональний стадіон у місті Варшава, Польща, домашня арена ФК «Полонія».
Стадіон відкритий у 1928 році. У 2004 році здійснено капітальну реконструкцію арени, під час якої спорудили дві нові трибуни під дахом та облаштували підтрибунні приміщення. У 2012 році стадіон був тренувальним майданчиком для команд, які базувалися у Варшаві під час Чемпіонату Європи з футболу.
Місткість арени становить 7 150 місць: основна трибуна вміщує 4 889 глядачів, східна трибуна — 1 911, що символізує час заснування «Полонії» — 1911 рік. Серед уболівальників вона має прізвисько «Кам'яна» (пол. Kamienna) і саме тут розташований фан-сектор клубу. Північна трибуна мала місткість 500 місць, однак у 2009 році її зменшено до 350 глядачів.
Стадіону присвоєно ім'я польського генерала Казімежа Соснковського.